# Blackburneus xanthus
Blackburneus xanthus är en skalbaggsart som beskrevs av Bates 1887. Blackburneus xanthus ingår i släktet Blackburneus och familjen Aphodiidae. Inga underarter finns listade.